# 北港街道 (常州市)
北港街道，是中华人民共和国江苏省常州市钟楼区下辖的一个乡镇级行政单位。

## 行政区划
北港街道下辖以下地区：
塘门顶社区、韦墅社区、邹家社区、蒋家塘社区、北港社区、仕庄社区、金家社区、港顶社区、苏南煤矿机械厂家委会、星港苑社区、运河苑社区、梧桐苑社区、金玉苑社区、枫林雅都社区和御苑林城社区。